# LOVER (tijdschrift)
LOVER is een Nederlands intersectioneel-feministisch online magazine, dat in 1974 als tijdschrift werd opgericht. Het magazine publiceert enkele keren per week artikelen en is aanwezig op sociale media.

## Geschiedenis
LOVER is opgericht vanuit Man Vrouw Maatschappij (MVM). In 1974 werd LOVER voor het eerst uitgebracht als een bijlage van MVM-nieuws. De naam is een afkorting van 'LiteratuurOVERzicht' (en dient zodoende ook uitgesproken te worden als: lóó-ver). Het idee kwam van Annelies de Vries, lid van de MVM-werkgroep Lezen-Schrijven-Spreken, waarop haar echtgenoot en toenmalig rechtenstudent Jeroen de Wildt het overzicht oprichtte om structuur aan te brengen in het grote aantal feministische geschriften dat er in die tijd was gepubliceerd. Na enkele maanden werd de bijlage populair en groeide uit tot een compleet tijdschrift.
Na verloop van tijd werd LOVER minder een overzichtsmedium en steeds meer een discussieforum. In de jaren 1970 werd er al veel gepubliceerd over actuele zaken zoals abortuswetgeving en de rechten van de vrouw. Het blad was een belangrijke verspreider van het gedachtegoed van de tweede feministische golf met publicaties van bekende feministes zoals Anja Meulenbelt, Joke Smit, Selma Leydesdorff, Gloria Wekker en Maaike Meijer. Het is een van de weinige feministische bladen uit die tijd die nog bestaan.
In 1981 werd de redactie bekroond met de Annie Romeinprijs omwille van de informatieve waarde, niet-dogmatische en niet-sektarische aanpak en heldere visie. In 2010 ontving LOVER de Domela Nieuwenhuis-penning voor haar inzet voor een menswaardigere samenleving.
Nadat LOVER decennialang een gedrukt tijdschrift was, is het sinds oktober 2011 volledig online beschikbaar.
In 2024 bestond LOVER 50 jaar. Dit jubilieum werd gevierd met een symposium. Tijdens het programma werd teruggeblikt op een halve eeuw feministisch gedachtengoed en emancipatiejournalistiek, nagedacht over de huidige koers van het inmiddels volledig digitale tijdschrift en vooruitgekeken naar de toekomst.

## Intersectioneel perspectief
LOVER richt zich op intersectioneel feminisme en op bijdragen aan bewustwording, representatie en positieve verandering. LOVER biedt een platform voor kennis en informatie over gender, etniciteit en emancipatie, kritische analyses en persoonlijke ervaringen. LOVER heeft als doel bij te dragen aan bewustwording, representatie en positieve verandering.

## Redactie
In 1988 vervoegde Geertje Mak de redactie en bleef actief tot 1992. In oktober 1999 werd Akke Visser redacteur en bleef aan tot februari 2001.
Van 2016 tot 2020 was Eva M. Verbeek hoofdredactrice. Zij werd opgevolgd door Maaike van Leendert, vervolgens door Aimée Dabekaussen en Mirjam Brouwer, en sinds 1 januari 2025 is Laura van Stein hoofdredactrice.

## Organisatie
LOVER is een stichting zonder winstoogmerk. Bestuursleden en (beeld-)redactieleden werken onbezoldigd.
Voor de inkomsten die nodig zijn voor exploitatie van het online magazine, is LOVER afhankelijk van donateurs. Sinds 1 januari 2020 heeft LOVER de status 'algemeen nut beogende instelling' (ANBI).